# مارکو آنتونیو پوگیولی
مارکو آنتونیو پوگیولی (به پرتغالی: Marco Antonio Pogioli) مهاجم اهل برزیل است که در شهر مارینگا و در تاریخ ۶ سپتامبر ۱۹۷۵ به دنیا آمده‌است.
مارکو آنتونیو پوگیولی در تیم‌های فوتبال FC Jazz سابقهٔ حضور دارد.